# پولوم (ناحیه ریخنوف ناد کنیژنوو)
پولوم (به چکی: Polom) یک منطقهٔ مسکونی در جمهوری چک است که در ناحیه ریخنوف ناد کنیژنوو واقع شده‌است. پولوم ۱۱۳ نفر جمعیت دارد.